# Félix Savart
Félix Savart (født 30. juni 1791, død 16. marts 1841) var en fransk fysiker. 
Savart var først læge; men efter at have bosat sig i Paris slog han sig helt på studiet af fysikken. Han udførte sammen med Jean-Baptiste Biot magnetiske undersøgelser og formulerede i 1820 et udtryk for det magnetiske felt omkring en ledning. Endvidere undersøgte han membraners svingninger og konstruerede et polariskop til undersøgelse af polariseret lys. I 1827 blev han Fresnels efterfølger som medlem af Videnskabsakademiet, og 1836 Ampères som professor i fysik ved Collège de France. Hans arbejder findes især i Annales de chimie et de physique og i Akademiets Comptes rendus.

## Externa länkar
- Wikimedia Commons har flere filer relateret til Félix Savart